# Fahrerlose Metro von Hitachi Rail Italia

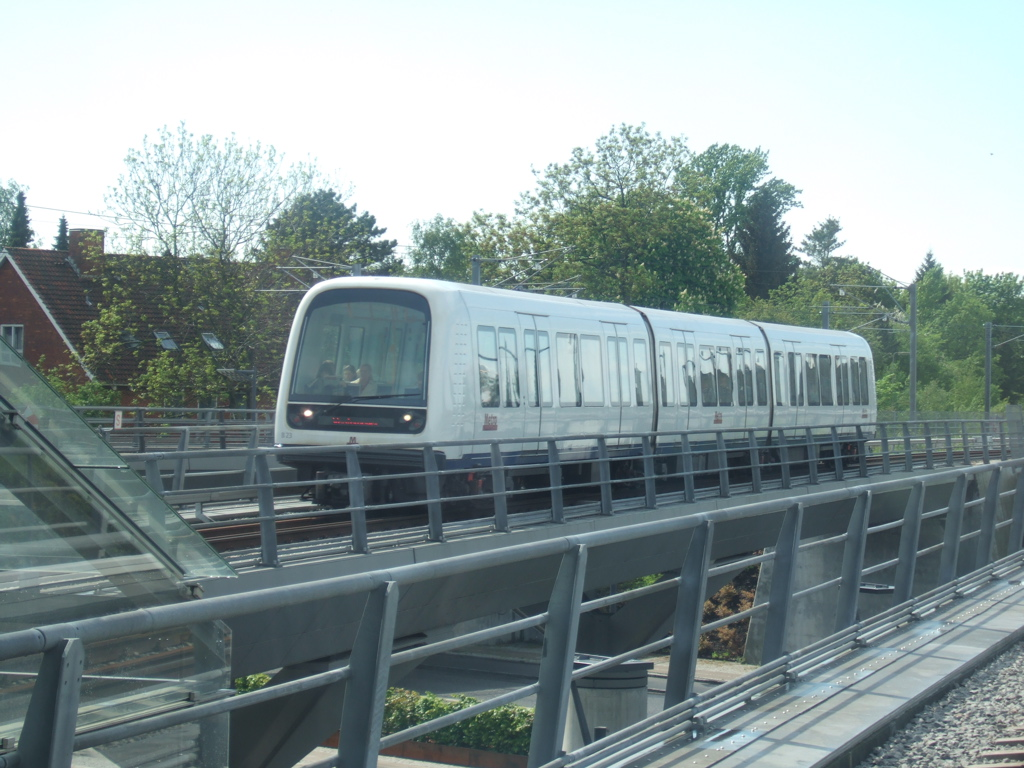
Fahrzeug der Metro Kopenhagen

Die fahrerlose Metro von Hitachi Rail Italia besteht aus vollautomatischen elektrischen Triebzügen und einem entsprechenden Signalsystem. Die Züge werden von Hitachi Rail Italia (ehemals AnsaldoBreda) und Ansaldo STS in Italien hergestellt und von Betrieben wie der Metro Kopenhagen, der Prinzessin Nora bint Abdul Rahman Universität in Riad, der Metro Brescia, den Linien 4 und 5 der U-Bahn Mailand, der Linie C der U-Bahn Rom, der gelben Linie der U-Bahn Taipeh und in der Metro Thessaloniki eingesetzt. Das erste U-Bahn-System, das diesen Typ von fahrerlosen elektrischen Triebzügen einsetzte, war die Metro Kopenhagen, die 2002 eröffnet wurde. Die Systeme arbeiten vollautomatisch, bestehend aus automatischer Zugbeeinflussung (ATP), automatischem Zugbetrieb (ATO) und automatischer Zugüberwachung.

## Fahrzeuge

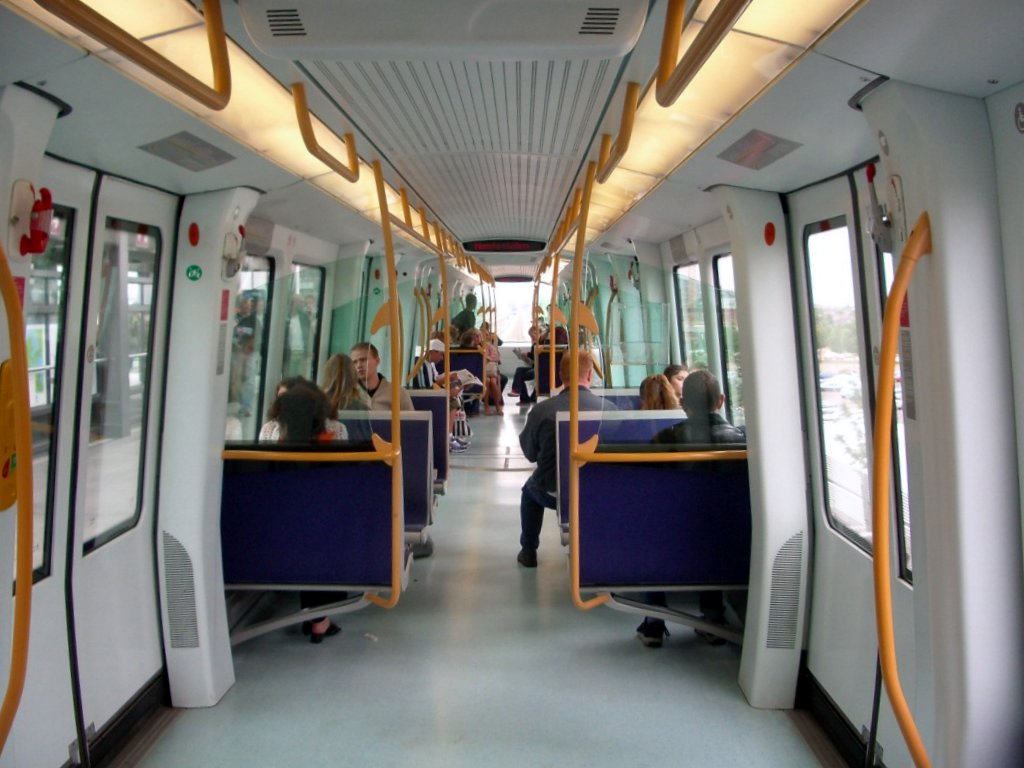
Fahrgastraum eines Fahrzeugs der Metro Kopenhagen

Für die Fahrzeuge werden standardisierte Wagenkästen verwendet, die über Gelenke miteinander verbunden sind. Die Anzahl der Wagen variiert in den verschiedenen Systemen. Die Züge, die auf dem System der Prinzessin Nora bint Abdul Rahman-Universität eingesetzt werden, bestehen nur aus zwei Wagen. Bei den anderen Systemen variiert die Anzahl zwischen drei und sechs Wagen, so dass die Züge zwischen 39 und 109 Meter lang sind. Sie sind 2,65 Meter breit, mit Ausnahme der U-Bahn-Züge von Rom (2,85 Meter) und der Züge auf Honolulu (3,05 Meter breit, um den Vorschriften der Federal Railroad Administration zu entsprechen). Die Fahrzeuge sind zwischen 3,4 und 3,85 Meter hoch. Jeder Wagen hat zwei Türen auf jeder Seite, die 1,3 Meter breit und 1,945 Meter hoch sind. Die Fahrzeuge wurden von Italdesign Giugiaro entworfen.
Die drei- und vierteiligen Züge verfügen über sechs Drehstrom-Asynchronmotoren pro Zug, wobei jeder Motor eine Leistung von 105 und 128 Kilowatt (141 und 172 PS) aufweist, was jedem Zug eine Leistung von 630 oder 764 Kilowatt (845 oder 1.025 PS) verleiht. In jedem Wagen werden die beiden Motoren durch den wageneigenen Bipolartransistor mit isolierter Gate-Elektrode (IGBT) gespeist. Sie wandeln den 750 Volt (1.500 V in Rom und Lima) Gleichstrom, der von einer Stromschiene gesammelt (in Rom und Lima Oberleitung) wird, in den in den Motoren verwendeten Dreiphasen-Wechselstrom um. Die Höchstgeschwindigkeiten der Züge betragen 80 oder 90 km/h, mit einem Beschleunigungs- und Verzögerungsvermögen von 1,3 m/s2. Die Züge sind voll kompatibel mit den Bahnsteigtüren, die sich in allen Bahnhöfen in Brescia, Rom und Mailand, Kopenhagen und Thessaloniki befinden.
Diese Liste umfasst die ursprünglichen Kleinprofilmetro-Fahrzeuge wie in Kopenhagen oder Mailand, sowie alle anderen fahrerlosen Metrozüge von Hitachi wie in Rom, Lima oder Honolulu.
| System                | Linien          | Eröffnung | Züge | Wagen | Länge    | Breite | Leistung | Geschwindigkeit | Bemerkung                                                          |
| System                | Linien          | Eröffnung | Züge | Wagen | m        | m      | kW       | km/h            |                                                                    |
| --------------------- | --------------- | --------- | ---- | ----- | -------- | ------ | -------- | --------------- | ------------------------------------------------------------------ |
| Kopenhagen            | M1, M2          | 2002      | 34   | 3     | 39,0 m   | 2,65 m | 630 kW   | 90 km/h         |                                                                    |
| Kopenhagen            | M3, M4          | 2019      | 30   | 3     | 39,0 m   | 2,65 m | 630 kW   | 90 km/h         |                                                                    |
| Riad                  | —               | 2012      | 22   | 2     | 28,56 m  | 2,65 m | 276 kW   | 60 km/h         |                                                                    |
| Brescia (Series 100)  | —               | 2013      | 18   | 3     | 39,0 m   | 2,65 m | 630 kW   | 80 km/h         |                                                                    |
| Mailand (Series 5500) | Linie 5         | 2013      | 21   | 4     | 50,5 m   | 2,65 m | 630 kW   | 80 km/h         |                                                                    |
| Mailand               | Linie 4         | 2021      | 47   | 4     | 50,9 m   | 2,65 m | 630 kW   | 80 km/h         | [ 14 ]                                                             |
| Rom (Series MC100)    | Linie C         | 2014      | 30   | 6     | 109,4 m  | 2,85 m | —        | 90 km/h         | 1.500 V Oberleitung                                                |
| Honolulu              | —               | 2020      | 20   | 4     | 78,2 m   | 3,05 m | —        | 105 km/h        |                                                                    |
| Taipeh                | Gelbe Ringlinie | 2020      | 17   | 4     | 68,43 m  | 2,65 m | —        | 80 km/h         | Die Metro Taipeh betreibt mit VAL ein weiteres fahrerloses System. |
| Neu-Taipeh            | Sanying Linie   | 2023      | 29   | 2     | —        | —      | —        | —               | in Planung für 2023                                                |
| Lima                  | Linien 2 und 4  | 2021      | 42   | 6     | 106,94 m | 2,85 m | —        | 90 km/h         | 1.500 V Oberleitung                                                |
| Thessaloniki          | —               | 2024      | 33   | 4     | 50,9 m   | 2,65 m | 764 kW   | 90 km/h         |                                                                    |